# 小行星100000
小行星100000（100000 Astronautica），位于小行星带，詹姆斯·B·吉布森（James B. Gibson）于1982年9月28日在帕洛马山天文台发现。2005年10月，正式编号为100,000。公转周期960.205天。
由于其编号为100000，小天体命名委员会将其特别命名为“Astronautica”，该单词其来自拉丁文，意为“太空”。